# 徳島文理大学の人物一覧
徳島文理大学の人物一覧（とくしまぶんりだいがくのじんぶついちらん）は、徳島文理大学に関係のある人物一覧記事。

## 歴代理事長
| 代   | 氏名     | 就任年 | 退任年 |
| ---- | -------- | ------ | ------ |
| 初代 | 村崎サイ | 1895年 | 1945年 |
| 2    | 村崎凡人 | 1949年 | 1989年 |
| 3    | 村崎正人 | 1989年 | 2024年 |
| 4    | 村崎文彦 | 2024年 | 現職   |

## 歴代学長
| 代   | 氏名       | 就任年 | 退任年 |
| ---- | ---------- | ------ | ------ |
| 初代 | 黒上泰治   | 1961年 | 1971年 |
| 2    | 黒田嘉一郎 | 1971年 | 1987年 |
| 3    | 添田喬     | 1988年 | 2000年 |
| 4    | 勝沼信彦   | 2000年 | 2006年 |
| 5    | 桐野豊     | 2006年 | 2018年 |
| 6    | 田村禎通   | 2018年 | 2025年 |
| 7    | 梶山博司   | 2025年 | 現職   |

## 著名人

### 教職員

#### 現教職員
- 浅川義範 - 化学者
- 阿部頼孝 - 政治学者、社会学者
- 石野博信 - 考古学者
- 井上ゆかり - 声楽家（ソプラノ）
- 熊谷公博 - 声楽家（バリトン）
- 黒澤良輔 - 心理学者
- 榊原達哉 - 哲学者
- 島治伸 - 教育学者、日本育療学会副理事長
- 杉尾登志光 - 声楽家（バリトン）
- 高畑常信 - 中国文学者
- 武村正義 - 元新党さきがけ代表、元滋賀県知事、元大蔵大臣
- 竹村文宏 - 法学者
- 多田哲生 - 工学者
- 田村るみ - ヴァイオリニスト
- 西川政善 - 政治家、元小松島市長
- 濱田宣 - 文学者
- 林俊昭 - チェリスト
- 原井俊典 - 電子オルガン奏者
- 疋田博子 - 声楽家（ソプラノ）
- 福山愛保 - 薬学者
- 古田修一 - 法学者
- ミヒャエル・フリッシェンシュラーガー - ウィーン国立音楽大学元学長
- 松岡貴史 - 作曲家、鳴門教育大学大学院教授
- 松岡みち子 - 作曲家、日本作曲家協議会会員
- 松村豊大 - 法学者
- 水ノ上智邦 - 経営学者
- 村崎和子 - ピアニスト
- 八幡和郎 - 松下政経塾特別研究員、コーポレートガバナンス協会理事
- ジュゼッペ・マリオッティ - ピアニスト
- マイケル・ローバッカー - 音楽学者、シェナンドー大学教授

#### 元教職員
- 伊藤京子 - ピアニスト
- 井上聰 - ヴァイオリニスト
- 井下洋子 - ピアニスト、広島文化学園大学学芸学部教授
- 今井鐳蔵 - 農学者、鳥取大学名誉教授
- 岩崎勇 - オーボエ奏者、京都市立芸術大学名誉教授
- 上田和子 - ピアニスト
- 梅枝紘一 - 歴史学者、浅川天神社宮司、轟神社宮司
- 江戸京子 - ピアニスト
- エルンスト・ザイラー - ピアニスト
- 多久興 - ヴァイオリニスト
- 岡本勝 - 歴史学者
- 門田洋子 - アナウンサー
- 川人伸二 - フルート奏者
- 川上玲子 - 声楽家（ソプラノ）
- 熊丸真太郎 - 教育学者
- クラウス・ライフェルト - 声楽家（テノール）
- 蔵本憲昭 - 教育学者
- 後藤美代子 - 元NHKアナウンサー
- 小宮圭子 - 声楽家（ソプラノ）
- 齋藤英美 - 電子楽器奏者、エレクトーン奏者、上海音楽学院特別顧問教授
- 酒井ツギ子 - 哲学者、元国立教育研究所客員研究員
- 島村千枝子 - ピアニスト
- 宿谷苑生 - ヴァイオリニスト
- 須賀陽子 - ヴァイオリニスト
- 千眼智見 - 哲学者、元徳島県農業大学校校長、元高野山大学教授
- 田島好一 - 声楽家（バリトン）、国立音楽大学名誉教授
- 棚溂弥一郎 - 薬学者、徳島大学名誉教授
- 玉有繁 - 行政学者
- 津山祐子 - 音楽療法士、シェナンドー大学音楽療法研究所アドヴァイザー、全米認定音楽療法士
- 外山滋 - ヴァイオリニスト、元NHK交響楽団コンサートマスター
- 中村佳永子 - ピアニスト
- 中村昌宏 - 経済学者
- 西野康博 - トランペット奏者
- 板東久美 - フルート奏者
- 日置英彰 - 有機化学者、群馬大学教育学部准教授
- 藤井喬 - 郷土史家
- 藤田大五郎 - 能楽師、人間国宝
- 福田久博 - ユーフォニアム奏者
- マウロ・イウラート - ヴァイオリニスト
- 真下惇至 - ホルン奏者
- 松岡澄 - 医学者、元徳島県衛生研究所所長
- 松前フサ子 - ピアニスト
- 真鍋順紀 - 作曲家
- 村尾アサ子 - オルガニスト
- 本儀静 - ピアニスト
- 横井順子 - 声楽家（ソプラノ）
- 吉田雅夫 - フルート奏者、東京藝術大学元教授
- 柳井恒夫 - 元NHKアナウンサー、元本学文学部長

### 出身者

#### 政治
- 樫本孝 - 徳島県議会議長、大阪経済大学理事
- 平野嘉也 - 和歌山県高野町長

#### 研究
- 稲井玲子 - 栄養学者、徳島文理大学人間生活学部教授、元名古屋経済大学教授、元鈴峯女子短期大学教授
- 今川洋 - 薬学者、徳島文理大学薬学部教授、元スクリプス研究所博士研究
- 井村幸子 - 音楽療法士、徳島文理大学音楽学部准教授
- 上延麻耶 - 栄養学者、名古屋経済大学准教授
- 掛川寿夫 - 薬学者、香川大学工学部准教授
- 佐賀利英 - 薬学者、いわき明星大学准教授
- 庄野文章 - 医学者、徳島文理大学薬学部教授
- 宗野真和 - 薬学者、元コロラド大学化学科客員研究員
- 高橋利枝 - 化学者、元元東京大学医学部助教
- 堂上美和 - 薬学者、元ジュネーヴ大学理学部招聘教授、徳島文理大学薬学部教授
- 宗像達夫 - 薬学者、国際医療福祉大学福岡薬学部准教授、元東和大学工学部講師
- 山田英俊 - 有機化学者、関西学院大学理工学部教授
- 山本正子 - 栄養学者、徳島文理大学短期大学部教授

#### 芸術
- 井上智映子 - ソプラノ歌手、大阪音楽大学音楽学部講師、元劇団四季団員

#### 文学
- 梅川真由美 - 小説家
- 大森隆裕 - アニメーション作家
- 竹内よしひこ - 絵本作家
- まさき輝 - 漫画家 ※短期大学部卒業
- 山田悦子 - 社会運動家 ※短期大学部卒業

#### 芸能
- Ka-Low - THE春夏秋冬のボーカル担当
- 黒木洋介 - THE春夏秋冬のベース担当
- Hiro - THE春夏秋冬のギター担当

#### アナウンサー
- 竹下美保 - 岡山放送アナウンサー

#### スポーツ選手
- 長尾寛征 - カヌー選手、北京オリンピック代表
- 西木紳悟 - ローラースケート選手
- 橋本愛子 - プロゴルファー ※短期大学部卒業
- 舟本舞 - プロボウラー